# Міура Ріку
Ріку Міура (17 грудня 2001 , Такарадзукаd, Префектура Хьоґо ) — японська фігуристка, що виступає в парному катанні, срібна призерка Олімпійських ігор, срібна призерка чемпіонату світу.